# Churwalden
Churwalden (bündnerromanisch veraltet Curvalda) ist eine politische Gemeinde im Schweizer Kanton Graubünden. Sie liegt im Churwaldnertal und gehört zur Region Plessur.
Die heutige Gemeinde Churwalden umfasst seit dem 1. Januar 2010 auch die vormals selbständigen Gemeinden Malix und Parpan.

## Geographie
Churwalden liegt 8 km südlich der Kantonshauptstadt Chur an der Passstrasse zur Lenzerheide. Das Gemeindegebiet umfasst zwei landschaftlich gegensätzliche Abschnitte des von Süd nach Nord verlaufenden, von der Rabiosa, einem linken Nebenfluss der Plessur, durchflossenen Tales. Der Fluss, dessen Name «die Tobende» bedeutet, entsteht aus mehreren Quellbächen im Bereich einer rund 1200 m gelegenen weiten Mulde zwischen der Stätzerhornkette im Westen und der Rothornkette im Osten. Auf der linken Talseite erreicht das Territorium am Stätzerhorn (2574 m) und Fulhorn (2529 m) den Grat, am rechten, in mehreren Stufen ansteigenden Hang erstreckt es sich bis zum höchsten Punkt der Gemeinde, dem Parpaner Schwarzhorn (2682 m) in der Rothornkette. Talabwärts schuf die Rabiosa durch Erosion der weichen Bündnerschieferschichten eine enge, grossteils weglose Schlucht. Hier trennt der Flusslauf die Gemeinden; zu Churwalden gehört nur die rechte Talseite. Die Rabiosa mündet unterhalb von Araschgen im Meiersboden, mit 630 m tiefster Punkt des Gemeindegebiets, in die Plessur, die auf knapp 2 km Länge (flussaufwärts bis zum Steinbachtobel) die Churwaldner Nordgrenze bildet.
Das Dorf Churwalden im Bereich der Talmulde, ursprünglich eine Streusiedlung, hat sich durch die Bautätigkeit des 20. Jahrhunderts zu einem rund 2 km langen Strassendorf entwickelt. Zur Gemeinde gehören die umliegenden Weiler Stettli, Brugg, Pradaschier, Lax und Egga, eine Reihe von Einzelgehöften und Maiensässen auf den Terrassen der rechten Talseite, das Kurhaus Passugg nahe der Rabiosamündung sowie die Häuser im Meiersboden.
Nachbargemeinden sind Chur, Vaz/Obervaz, Almens, Tomils und Domat/Ems.

## Wappen
| Wappen von Churwalden | Blasonierung: «In Gold blauer Balken, belegt mit sechsstrahligem goldenem Stern» |
| Wappen von Churwalden | Mit der Fusion vom 1. Januar 2010 erhielt die neue Gesamtgemeinde ein neues Wappen. Die Symbole der einzelnen Gemeinden wurden in ein Wappen integriert. Die Farben sind diejenigen des Zehngerichtenbundes. |

Altes Wappen

Luftbild von Werner Friedli von 1954

Der bereits 1550 im Gerichtssiegel verwendete Stern erscheint auch im Kreiswappen.

## Geschichte

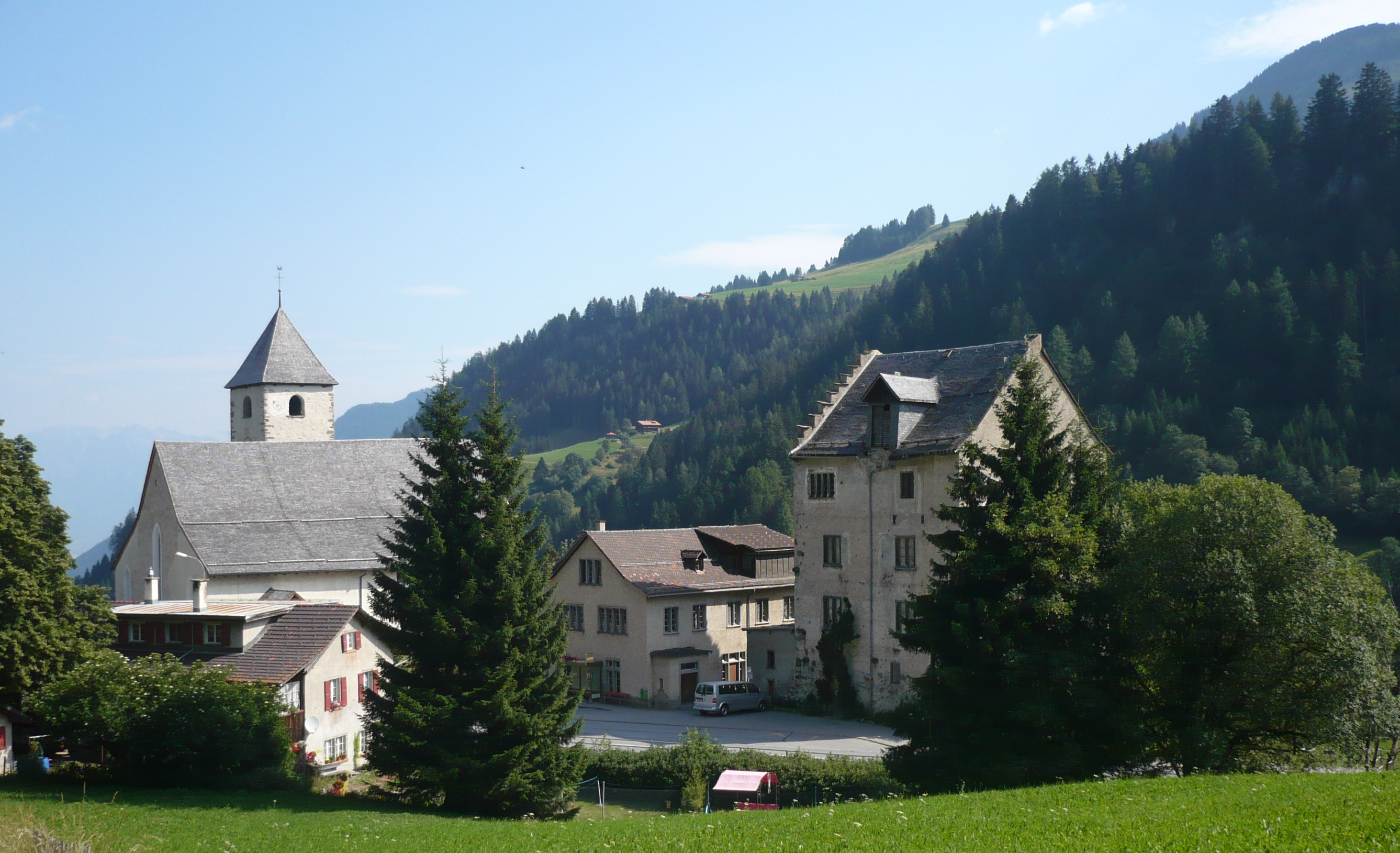
Kirche St. Maria und Michael, rechts das ehemalige Abtgebäude

Keimzelle der Siedlung war die um 1150 vermutlich von den Freiherren von Vaz gestiftete Prämonstratenserabtei Kloster Churwalden, ein Tochterkloster des süddeutschen Roggenburg. Urkundlich wird das am nördlichen Ende des heutigen Dorfes gelegene Kloster 1149 als S. Maria in silva Augeria, 1191 als Curwalde erwähnt. Im Jahr 1295 ereignete sich ein Erdbeben mit schweren Gebäudeschäden im Epizentralgebiet (Intensität VIII).
In der Reformationszeit wurden 1527 die Güter des Klosters beschlagnahmt und der Konvent faktisch aufgehoben, auch wenn noch bis 1599 ein Abt und anschliessend bis 1803 ein Administrator des Mutterklosters amtete. Die ehemalige Klosterkirche diente bis 1967 beiden Konfessionen als Pfarrkirche.
Die weltliche Herrschaft, deren Zentrum die Burg Strassberg 3 km nördlich von Churwalden bildete, kam von den Vazern an die Toggenburger und 1477 an das Haus Habsburg. In den Drei Bünden gehörte das Gericht Churwalden (mit Malix, Parpan und Tschiertschen, aber ohne Praden) zum Zehngerichtebund. 1649 erfolgte der Loskauf von Österreich.
Neben der Landwirtschaft spielte der Passverkehr eine bedeutende Rolle. Die Transporte über die Lenzerheide, die einen Abschnitt der historischen Transitroute von Chur zum Julier- und Septimerpass bildet, oblagen der Port Lenz. Ab Mitte des 19. Jahrhunderts entwickelte sich Churwalden zum Luftkurort, und seit den 1960er-Jahren nahm der Wintersport im Sog der benachbarten Orte Lenzerheide und Valbella einen Aufschwung.

## Bevölkerung
| Bevölkerungsentwicklung | Bevölkerungsentwicklung | Bevölkerungsentwicklung | Bevölkerungsentwicklung | Bevölkerungsentwicklung | Bevölkerungsentwicklung | Bevölkerungsentwicklung | Bevölkerungsentwicklung |
| ----------------------- | ----------------------- | ----------------------- | ----------------------- | ----------------------- | ----------------------- | ----------------------- | ----------------------- |
| Jahr                    | 1623                    | 1850                    | 1900                    | 1950                    | 1990                    | 2000                    | 2019                    |
| Einwohner               | 575                     | 695                     | 620                     | 815                     | 1247                    | 1236                    | 1912                    |

In Churwalden leben zurzeit 2147 Einwohner (Stand 31. Dezember 2023). Diese Zahl kann aber innerhalb eines Jahres stark variieren. In den Wintermonaten steigt die Zahl der Einwohner schnell an, da viele Saisoniers aus allen Teilen Europas anreisen, um in den Wintersportbetrieben und Hotels zu arbeiten.
Churwalden ist ein konfessionell traditionell paritätisches Dorf mit einer reformiert-katholischen Mischbevölkerung. Die Klosterkirche wurde bis zum Neubau der reformierten Kirche in den Sechzigerjahren simultan von beiden Konfessionen benutzt; seitdem ist sie in katholischem Besitz, wird darüber hinaus auch als Abdankungskirche für Einwohner aller Konfessionen verwendet.

## Politik
Der Churwaldner Gemeindevorstand (Gemeinderat) zählt sieben Mitglieder (inkl. Gemeindepräsident). Karin Niederbrrger ist Gemeindepräsidentin (Stand 2023). Mehrmals im Jahr findet eine Gemeindeversammlung statt.

### Steuern
Der Steuerfuss der Gemeinde Churwalden beträgt ab dem Steuerjahr 2007 108 % der einfachen Kantonssteuer von Graubünden. An der Gemeindeversammlung vom 28. November 2006 wurde dieser von 115 % gesenkt. Mit der Fusion der Gemeinden Churwalden, Malix und Parpan zur neuen Gemeinde Churwalden konnte der Steuerfuss auf 90 % der einfachen Kantonssteuer Graubünden gesenkt werden.

## Wirtschaft
Die Gemeinde Churwalden bietet eine gut ausgebaute Infrastruktur. In der Gemeinde gibt es mehrere Handwerks- und Dienstleistungsbetriebe, ein Elektrizitätswerk, Bauunternehmungen, Fleischtrocknereien sowie das Mineralwasserunternehmen in Passugg. Ausserdem gibt es Hotel-Restaurants, Speiserestaurants, Bergrestaurants mit Sommer- und Winterbetrieb, in Passugg eine internationale Hotel- und Touristikfachschule, ein Alters- und Pflegeheim und zwei Lagerhäuser. Dazu kommen eine Arztpraxis, ein geheiztes Freibad, Bankfilialen, ein Tourismusbüro sowie ein Lehr- und Demonstrationskraftwerk.
Im Bereich Landwirtschaft bestehen sieben grössere Milchwirtschaftsbetriebe, zwei kleinere Milchwirtschaftsbetriebe, zwei Mutterkuhhaltungsbetriebe, zwei Aufzuchtbetriebe und zwei Schafzuchtbetriebe.

### Bildung
Von 1953 bis 1965 bot das von Hans Casparis (1901–1971) gegründete "Albert Schweitzer College" Jugendlichen aus den USA, England, Holland, Deutschland und der Schweiz Gelegenheit, in Sommer- oder Jahreskursen ethische und politische Fragen der Zeit zu diskutieren. Auf Churwaldner Territorium liegen die Bildungsstätte Fontana Passugg und die Swiss School of Tourism and Hospitality.

### Verkehr
Die Gemeinde ist durch die tagsüber halbstündlichen, ab 21 Uhr stündlichen Postautokurse der Linie Chur–Lenzerheide (zum Teil weiter nach Bivio–St. Moritz oder nach Davos) ans Netz des öffentlichen Verkehrs angeschlossen. Passugg liegt an der Linie Chur–Tschiertschen. Meiersboden, wo ein Zivilschutz-Ausbildungszentrum steht, wird vom Churer Stadtbus bedient.

### Tourismus
Der Wintertourismus ist für die gesamte Region Lenzerheide (Malix, Churwalden, Parpan, Valbella und Lenzerheide) überlebenswichtig.

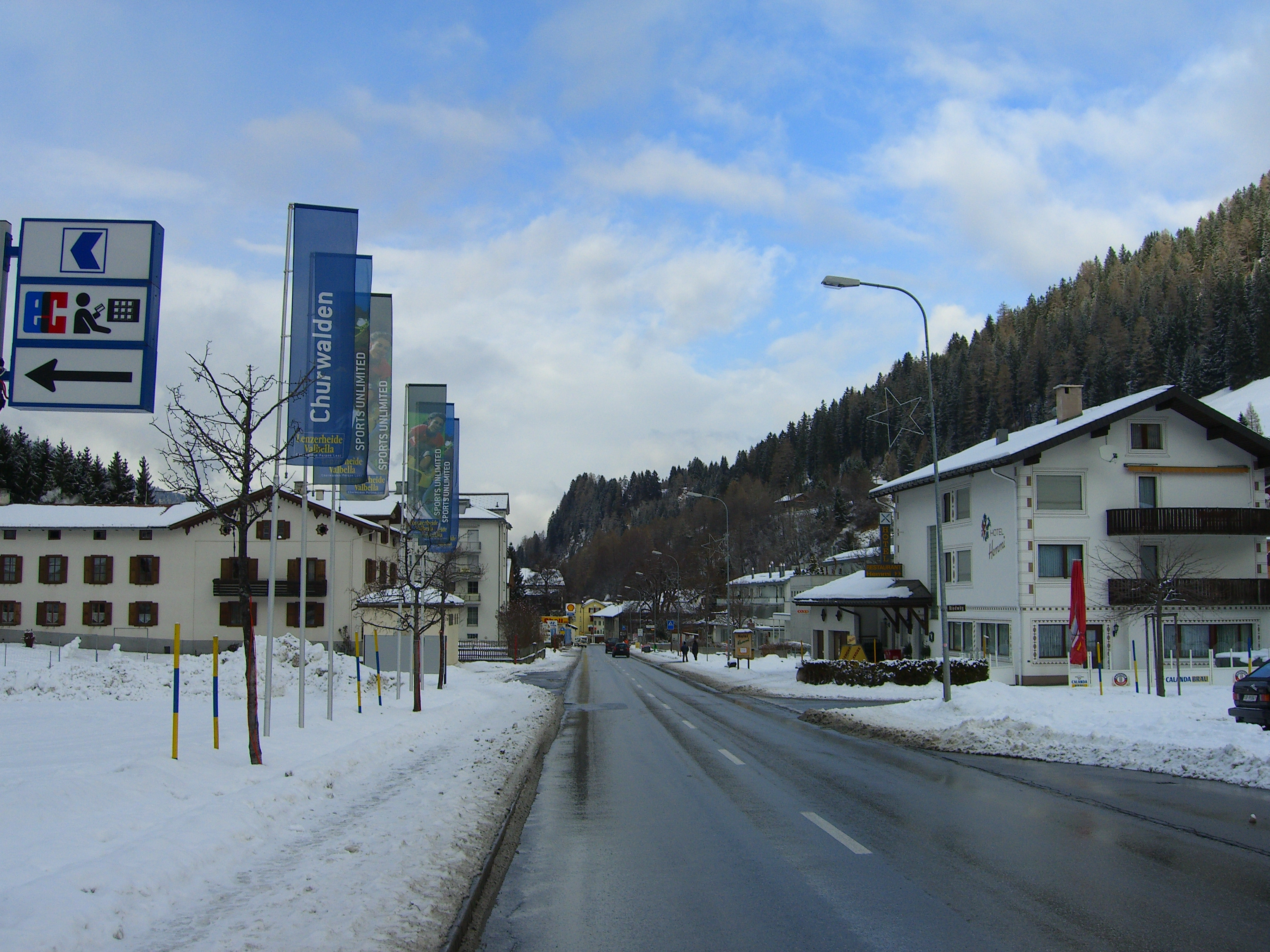
Dorfstrasse in Churwalden

Die Schneesportgebiete Alp Stätz und Pradaschier sind einfach und schnell von Churwalden aus zu erreichen. Die Rodelbahn und der Seilpark sind das ganze Jahr durch in Betrieb. In der Region gibt es zudem Langlaufloipen, ein Natureisfeld und gepfadete Winterwanderwege. Seit dem Winter 2013/14 ist Churwalden Teil des Skigebiets Arosa Lenzerheide.
Auch im Sommer gibt es zahlreiche Möglichkeiten der Freizeitgestaltung. Entweder fährt man auf der längsten auf Schienen geführten Rodelbahn (3,1 km) von Pradaschier nach Churwalden, oder man geht zum Klettern auf den Seilpark in Pradaschier. Im Oktober 2021 wurde zudem die längste Zipline des Kantons eröffnet. Zudem gibt es ein geheiztes Freibad, drei Tennisplätze und diverse Bike- und Wandermöglichkeiten.

## Sehenswürdigkeiten

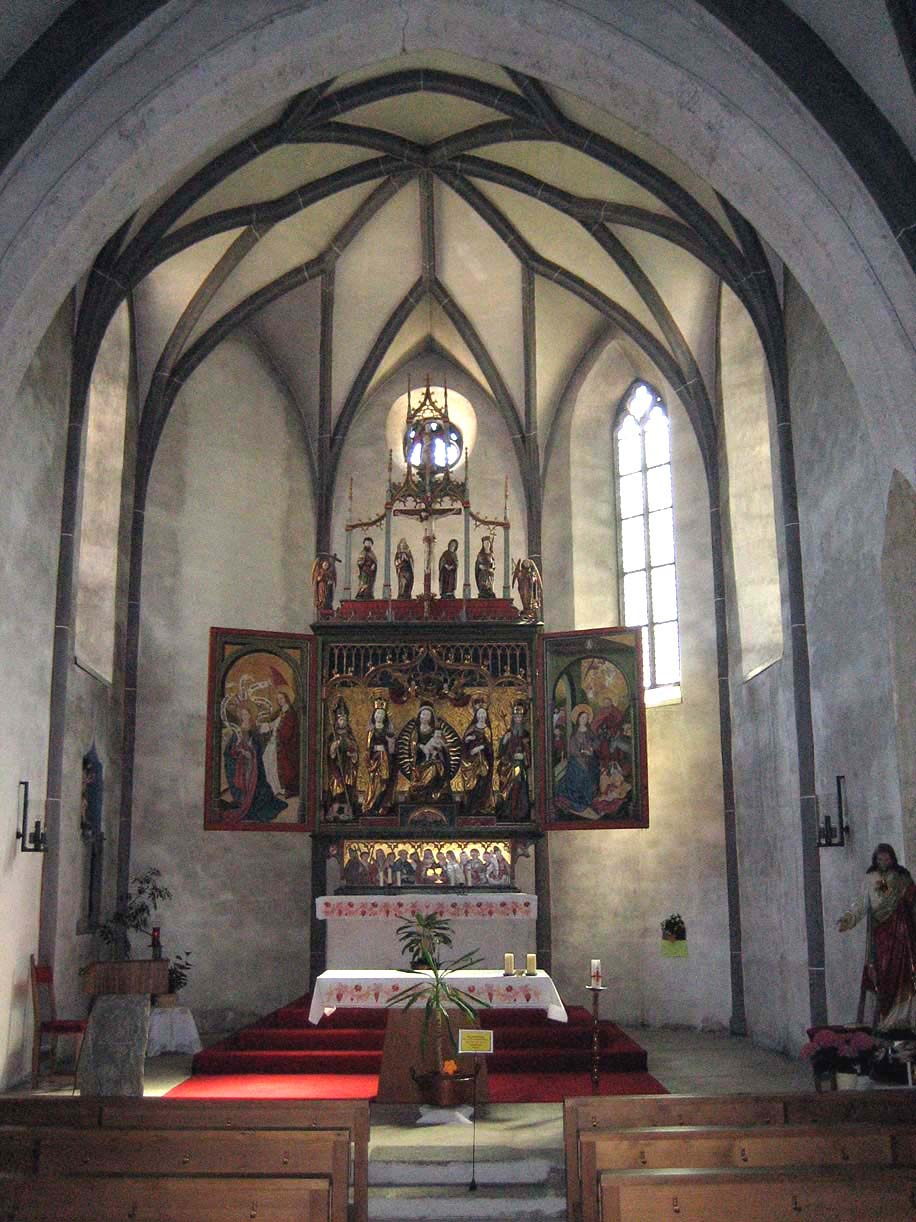
Kirchenchor mit Flügelaltar

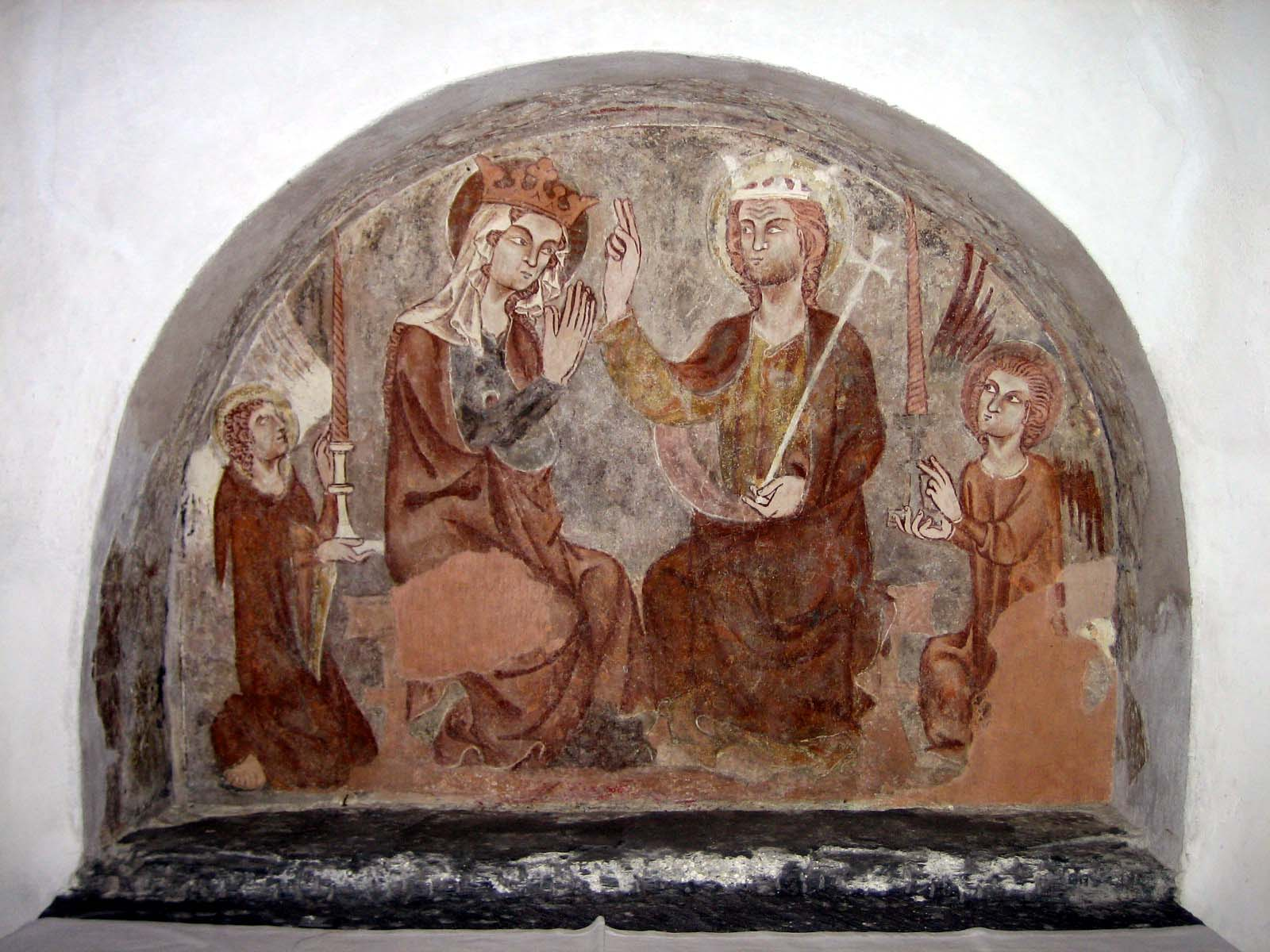
Marienkrönung des Waltensburger Meisters

Die ehemalige Prämonstratenser-Klosterkirche St. Maria und Michael, heutige katholische Pfarrkirche, entstand Ende des 15. Jahrhunderts, nachdem der romanische Vorgängerbau 1472 abgebrannt war. Die spätgotische Kirche ähnelt in der Anlage der Churer Kathedrale; Kirchenschiff und Chor sind durch einen Lettner getrennt. Der Flügelaltar von 1477 stammt aus Süddeutschland.
Das ehemalige Abtgebäude, vor Mitte 15. Jahrhundert erbaut
Ein moderner Sakralbau ist die reformierte Dorfkirche von 1968.
Die Kreisschule Witiwäg wurde 1958 nach Plänen von Alfred Theus errichtet und 1983 von Peter Zumthor und Bauingenieur Walter Bieler erweitert. Mitarbeiter von Zumthor war Jürg Conzett.

## Persönlichkeiten
- Samuel Plattner (1838–1908), Jurist, Journalist und Bühnenautor
- Friedrich Brügger (* 21. März 1854 in Churwalden; † 29. Januar 1930 in Chur), Schweizer Korpskommandant
- Heini Hemmi (* 17. Januar 1949 in Churwalden), ehemaliger Schweizer Skirennfahrer und Olympiasieger